# Conectividade Veicular
A conectividade veicular é um sistema tecnológico que permite que veículos comuniquem em tempo real com outros veículos (V2V), com a infraestrutura de trânsito (V2I), com a rede de internet (V2N) e com pedestres (V2P), um conceito abrangente conhecido como Vehicle-to-Everything (V2X). A tecnologia é um componente central do ecossistema da Internet das Coisas (IoT) e é considerada fundamental para o avanço dos sistemas de transporte inteligentes e para a implementação em larga escala de veículos autônomos.
Os principais objetivos da conectividade veicular são o aumento da segurança rodoviária, a otimização da eficiência do tráfego e a oferta de novos serviços e conveniência ao condutor. No Brasil, os primeiros passos da tecnologia em carros produzidos nacionamente foram vistos em modelos como o Fiat 500 a partir de 2011, que introduziu o sistema Blue&Me para integração de chamadas via Bluetooth e comandos de voz. A evolução do conceito é exemplificada por plataformas mais modernas, como a Adventure Intelligence presente no Jeep Commander, que oferece Wi-Fi nativo a bordo, controle de funções do veículo por aplicativo, chamadas de emergência automáticas e assistência de segurança.
Para funcionar, a conectividade veicular baseia-se em padrões de comunicação sem fio, como o DSRC (Dedicated Short-Range Communications), e, principalmente para serviços conectados à nuvem, em redes celulares de alta velocidade, como o 5G, no padrão conhecido como C-V2X (Cellular V2X).

## História
As origens da conectividade veicular moderna remontam à década de 1990, com o surgimento dos primeiros sistemas telemáticos que combinavam a tecnologia de GPS com redes de telefonia celular para oferecer serviços de segurança e emergência. Um dos pioneiros nesse campo foi o sistema OnStar, lançado pela General Motors em 1996 nos Estados Unidos, que permitia chamadas automáticas para serviços de emergência em caso de acidente. Na Europa, um esforço paralelo focado em segurança resultou no desenvolvimento do sistema eCall, que se tornou obrigatório em todos os carros novos vendidos na União Europeia a partir de março de 2018.
A década de 2010 marcou a popularização da conectividade voltada para o consumidor, impulsionada pela massificação dos smartphones e pela maior velocidade das redes móveis (3G e 4G). O foco expandiu-se da segurança para a conveniência e o entretenimento. Sistemas que integravam o celular ao carro para chamadas hands-free e reprodução de música via Bluetooth tornaram-se comuns.
O período mais recente, a partir de meados da década de 2010, é caracterizado pelo desenvolvimento e pela padronização das tecnologias V2X, que habilitam a comunicação direta entre veículos e com a infraestrutura. Padrões como o DSRC (Dedicated Short-Range Communications) e, posteriormente, o C-V2X (Cellular V2X), que utiliza a infraestrutura de telefonia celular, foram desenvolvidos para criar um ecossistema de comunicação mais robusto e de baixa latência. Esta fase permitiu o surgimento de plataformas em nuvem mais complexas, capazes de gerenciar um grande volume de dados e habilitar serviços avançados, como atualizações de software over-the-air (OTA), diagnósticos preditivos e a coleta de informações para o aprimoramento de futuros veículos autônomos.

## Tecnologias e Componentes
A conectividade veicular opera através de um ecossistema de hardware e software que se baseia em diferentes formas de comunicação e padrões tecnológicos. A arquitetura é geralmente dividida em três camadas principais: a de comunicação (V2X), os padrões que a regem (DSRC/C-V2X) e os componentes físicos (hardware).

### Comunicação V2X (Vehicle-to-Everything)
V2X é o termo que descreve a capacidade do veículo de trocar informações com múltiplos elementos ao seu redor. As principais formas de comunicação são:
- Vehicle-to-Vehicle (V2V): Permite a comunicação direta entre dois ou mais veículos, sem a necessidade de uma infraestrutura de rede. É fundamental para aplicações de segurança, como alertas de colisão iminente, aviso de frenagem de emergência e detecção de veículos em pontos cegos.
- Vehicle-to-Infrastructure (V2I): Habilita a comunicação entre o veículo e a infraestrutura rodoviária, como semáforos inteligentes, placas de sinalização digitais e pórticos de pedágio. Permite, por exemplo, que o veículo receba informações sobre o tempo de um sinal vermelho ou sobre condições perigosas na via à frente.
- Vehicle-to-Network (V2N): Refere-se à comunicação do veículo com a nuvem (cloud) através de redes de telefonia celular (4G/5G). Esta modalidade é a base para a maioria dos serviços oferecidos ao consumidor, como navegação com tráfego em tempo real, streaming de mídia, atualizações over-the-air (OTA) e controle remoto do veículo por meio de um aplicativo. Plataformas como o Ram Connect e BlueLink utilizam a comunicação V2N para fornecer serviços de concierge, Wi-Fi nativo e assistência de emergência.[9]
- Vehicle-to-Pedestrian (V2P): Permite que o veículo se comunique com usuários vulneráveis da via, como pedestres e ciclistas, através de seus smartphones ou dispositivos vestíveis. O objetivo é alertar o motorista e o pedestre para evitar atropelamentos.

### Padrões de Comunicação
Para que a troca de informações seja possível, os dispositivos precisam "falar a mesma língua". Existem dois padrões principais concorrentes para a comunicação V2X:
- DSRC (Dedicated Short-Range Communications): Baseado no padrão de Wi-Fi IEEE 802.11p, foi um dos primeiros padrões desenvolvidos especificamente para o ambiente veicular. Opera na faixa de frequência de 5.9 GHz e é projetado para comunicações de baixa latência, sendo ideal para aplicações de segurança que exigem respostas rápidas.[10]
- C-V2X (Cellular V2X): Utiliza a tecnologia de telefonia celular como base. É desenvolvido e promovido por consórcios da indústria de telecomunicações, como a 5G Automotive Association (5GAA).[11] O C-V2X opera de duas formas: comunicação direta (interface PC5), que não depende da cobertura de rede (similar ao V2V do DSRC), e comunicação via rede (interface Uu), que permite um alcance maior e serviços baseados em nuvem. É considerado por parte da indústria como o padrão com maior potencial de evolução, aproveitando a infraestrutura já existente e a transição para o 5G.

### Hardware Embarcado
Os componentes físicos que habilitam a conectividade em um veículo incluem:
- Unidade de Bordo (On-Board Unit - OBU): É o dispositivo instalado no veículo que processa os dados e gerencia a comunicação com o exterior. Funciona como o "cérebro" do sistema de conectividade.
- Unidade de Beira de Estrada (Roadside Unit - RSU): É o equipamento que faz parte da infraestrutura (em semáforos, postes, etc.) e que se comunica com os veículos através da tecnologia V2I.
- Antenas: Veículos conectados possuem múltiplas antenas para diferentes serviços: GPS, rádio AM/FM, redes celulares (4G/5G) e para a comunicação DSRC ou C-V2X.
- Sensores e Atuadores: Embora não sejam exclusivos de carros conectados, sensores como radar, Lidar e câmera fornecem dados essenciais que são processados pela OBU e podem ser compartilhados via V2X para criar uma percepção mais completa do ambiente.

## Aplicações e Benefícios
A implementação da conectividade veicular possibilita uma vasta gama de aplicações que visam melhorar a segurança, a eficiência do trânsito e a experiência do utilizador. Os benefícios podem ser agrupados em quatro áreas principais.

### Segurança Viária
Considerado o benefício mais crítico, o aumento da segurança é obtido através de sistemas que permitem uma condução cooperativa e preventiva. As principais aplicações incluem:
- Prevenção de Colisões: Através da comunicação V2V, os veículos partilham continuamente a sua posição, velocidade e trajetória. Isso permite que o sistema alerte o condutor (ou até mesmo acione os freios autonomamente) em cenários de risco, como colisões frontais, em cruzamentos ou durante mudanças de faixa.
- Chamadas de Emergência Automáticas (eCall): Em caso de um acidente grave, o veículo pode contactar automaticamente os serviços de emergência, enviando a localização exata e outras informações relevantes, mesmo que os ocupantes estejam inconscientes. Isso reduz o tempo de resposta e pode salvar vidas.
- Alertas de Condições Perigosas: Utilizando a comunicação V2I e V2N, o veículo pode receber alertas sobre perigos não visíveis, como gelo na pista, obras na via, ou um acidente logo após uma curva fechada.

### Gestão de Tráfego
A conectividade permite que os veículos atuem como sensores móveis, fornecendo dados valiosos para uma gestão de tráfego mais inteligente e dinâmica:
- Otimização de Fluxo: Com dados agregados dos veículos, os centros de controle de tráfego podem ajustar os tempos dos semáforos em tempo real para reduzir congestionamentos e melhorar o fluxo do trânsito.
- Platooning (Comboio de Veículos): Veículos, especialmente caminhões, podem formar comboios conectados via V2V. Eles viajam a uma curta distância um do outro de forma sincronizada, o que reduz o arrasto aerodinâmico e resulta numa economia significativa de combustível.
- Estacionamento Inteligente: O sistema pode guiar o motorista até vagas de estacionamento disponíveis, utilizando informações partilhadas por sensores na infraestrutura ou por outros veículos, diminuindo o tempo gasto à procura de um local e o tráfego gerado por essa busca.

### Infotainment e Serviços ao Condutor
Esta categoria foca na melhoria da experiência a bordo e na conveniência para o proprietário do veículo:
- Navegação Avançada e Conectada: Sistemas de navegação recebem dados de tráfego em tempo real para calcular as rotas mais rápidas e sugerir desvios para evitar congestionamentos.
- Conveniência e Controle Remoto: Por meio de aplicativos de smartphone, o proprietário pode interagir com o carro à distância. Plataformas como a Adventure Intelligence da Stellantis permitem trancar e destrancar portas, dar a partida no motor para climatizar a cabine, buzinar ou verificar a localização e o estado do veículo.
- Hotspot Wi-Fi e Entretenimento: O veículo se torna um ponto de acesso à internet, permitindo que os passageiros conectem seus dispositivos. Isso também possibilita o acesso a serviços de streaming de áudio e vídeo diretamente na central multimídia.

### Veículos Autônomos
A conectividade é um pilar essencial para o desenvolvimento e a operação segura e eficiente de veículos autônomos. A comunicação V2X funciona como um sensor adicional que não depende da linha de visão, permitindo que o veículo "veja" através de outros carros ou "ao virar a esquina". Isso aumenta a percepção do ambiente (perception) e permite a tomada de decisões mais seguras, especialmente em cenários complexos. Além disso, a conectividade habilita a condução cooperativa, onde veículos autónomos podem coordenar manobras, como ultrapassagens ou fusões em vias expressas, de forma mais eficiente e segura do que seria possível de forma isolada.

## Desafios e Controvérsias
Apesar dos benefícios promissores, a implementação generalizada da conectividade veicular enfrenta desafios significativos de natureza técnica, social e regulatória. A resolução dessas questões é crucial para a aceitação e o sucesso da tecnologia.

### Segurança Cibernética (Cybersecurity)
A crescente conectividade transforma o veículo num alvo potencial para ataques cibernéticos. A integração com redes externas cria novas "superfícies de ataque" que podem ser exploradas por agentes maliciosos. As principais ameaças incluem:
- O sequestro remoto de funções do veículo, como freios, aceleração e direção.
- O roubo de dados pessoais e do veículo.
- A interrupção de comunicações V2V e V2I, o que poderia causar acidentes em cascata.

Um caso notório que expôs a gravidade do risco ocorreu em 2015, quando pesquisadores de segurança demonstraram ser capazes de assumir o controle remotamente de um Jeep Cherokee, forçando a montadora a emitir um recall para 1,4 milhão de veículos. Para mitigar esses riscos, a indústria tem investido em criptografia de ponta, sistemas de autenticação, firewalls automotivos e práticas de desenvolvimento de software seguro.

### Privacidade de Dados
Carros conectados geram um volume massivo de dados, incluindo localização GPS, velocidade, padrões de condução, destinos frequentes, e até mesmo comandos de voz e chamadas realizadas dentro da cabine. Isso levanta questões complexas sobre quem é o proprietário desses dados e como eles são utilizados. Fabricantes, seguradoras, governos e empresas de tecnologia podem ter interesse em aceder a essas informações para fins de marketing, tarifação de seguros baseada no uso ou vigilância. Regulamentações como o Regulamento Geral sobre a Proteção de Dados (GDPR) na Europa impõem regras estritas sobre o consentimento do utilizador e a transparência na coleta e no processamento desses dados, mas o debate sobre os limites éticos continua em aberto.

### Infraestrutura e Custos
A plena funcionalidade da conectividade veicular, especialmente das aplicações V2I, depende de um investimento público significativo na modernização da infraestrutura de trânsito, com a instalação de Unidades de Beira de Estrada (RSUs) em semáforos, cruzamentos e rodovias.Além do custo público, há o custo adicional do hardware embarcado (OBUs) nos veículos, que é repassado ao consumidor. A dependência de uma cobertura de rede celular de alta qualidade e baixa latência, como o 5G, também representa um desafio para áreas rurais ou remotas.

### Questões Legais e Regulatórias
A introdução de sistemas que podem influenciar ou tomar decisões de condução cria um vácuo legal, principalmente no que diz respeito à responsabilidade em caso de acidentes. Se uma falha de comunicação ou um erro de software num sistema conectado contribuir para uma colisão, a determinação da culpa torna-se complexa: a responsabilidade recai sobre o condutor, a fabricante do veículo, a desenvolvedora do software, o fornecedor do hardware ou a operadora de rede? A ausência de um quadro legal claro é vista como uma barreira para a adoção em massa de tecnologias mais avançadas de automação e cooperação veicular.